# Cybocephalus australiae
Cybocephalus australiae là một loài bọ cánh cứng trong họ Cybocephalidae. Loài này được Lea miêu tả khoa học năm 1926.